# Xã Washington, Quận Starke, Indiana
Xã Washington (tiếng Anh: Washington Township) là một xã thuộc quận Starke, tiểu bang Indiana, Hoa Kỳ. Năm 2010, dân số của xã này là 3.003 người.